# 2815 Soma
2815 Soma је астероид главног астероидног појаса са средњом удаљеношћу од Сунца која износи 2,232 астрономских јединица (АЈ).
Апсолутна магнитуда астероида је 13,2.